# 11 Dywizja Pancerna (III Rzesza)

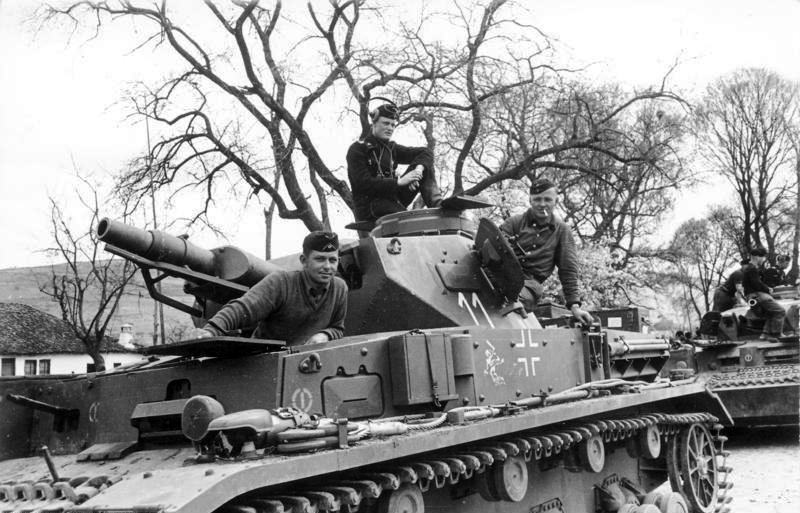
Czołg PzKpfw IV z 11. DPanc. w Jugosławii

11 Dywizja Pancerna (niem. 11. Panzer-Division) – niemiecka dywizja pancerna z okresu II wojny światowej, brała udział w agresji na Jugosławię, ataku na Związek Radziecki i walkach z wojskami aliantów zachodnich.

## Historia
Została sformowana na bazie 11 Brygady Strzelców (Zmot.) rozkazem z dniem 1 sierpnia 1940 roku poprzez rozwinięcie jej do wielkości dywizji.
W styczniu 1941 roku została przerzucona do Rumunii, a następnie w składzie 12 Armii wzięła udział w inwazji na Jugosławię, wyprowadzając atak z terytorium Bułgarii. Dywizja walczyła wtedy na kierunku Nisz – Belgrad i w dniu 12 kwietnia 1941 roku wkroczyła do Belgradu.
Po zakończeniu walk w Jugosławii w maju 1941 roku została wycofana do Niemiec, a w lipcu włączono ją w skład Grupy Armii Południe i z rejonu Stalowej Woli rozpoczęła szlak bojowy w czasie ataku na Związek Radziecki. Liczyła w tym czasie 146 czołgów, głównie Panzerkampfwagen II. Walczyła przeciw Armii Czerwonej w rejonie Żytomierza. W październiku 1941 roku została włączona w skład 4 Grupy Pancernej Grupy Armii Środek biorąc tym samym udział w bitwie pod Moskwą.  Następnie walczyła na południowym skrzydle Grupy Armii Środek. W lipcu 1943 roku wchodząc w skład 4 Armii Pancernej Grupy Armii Południe uczestniczyła w operacji Cytadela walcząc w rejonie Biełgorodu. Następnie walczyła w rejonie Krzywego Rogu i pod Kijowem. W czasie tych walk poniosła ciężkie straty i została wycofana z frontu.
W maju 1944 roku została przerzucona do Francji w okolice Bordeaux, gdzie została uzupełniona. W wyniku alianckiej operacji Ironside nie została przeniesiona do Normandii w celu ochrony zachodniego wybrzeża Francji przed pozorowanym lądowaniem wojsk alianckich od  strony Zatoki Biskajskiej. We wrześniu 1944 roku walczyła z wojskami amerykańskiej 7 Armii i francuskiej 1 Armii, które wylądowały w Prowansji. Następnie 11. DPanc. wycofała się na teren Alzacji i Saary. W 1945 roku broniła linii Renu, walcząc w marcu 1945 roku w rejonie Remagen, gdzie została rozbita. Resztki dywizji wycofały się w kierunku Bawarii, gdzie w kwietniu 1945 roku skapitulowały przed wojskami amerykańskimi.

## Oficerowie dowództwa dywizji
Dowódcy dywizji
- gen. wojsk panc. Ludwig Crüwell (1940–1941)
- gen. por. Günther Angern (1941)
- gen. wojsk panc. Hans-Karl Freiherr von Esebeck (1941)
- gen. por. Walter Scheller (1941–1942)
- gen. wojsk panc. Hermann Balck (1942–1943)
- gen. piech. Dietrich von Choltitz (1943)
- gen. por. Johann Mickl (1943)
- gen. por. Wend von Wietersheim (1943–1945)
- gen. mjr Horst Freiherr Treusch von Buttlar-Brandenfels (1945)

## Struktura organizacyjna
Skład w 1940:
- 15 pułk pancerny (Panzer Regiment 15)
- 11 Brygada Strzelców (Schützen-Brigade 11)
  - 110 pułk strzelców (Schützen-Regiment 110)
  - 111 pułk strzelców (Schützen-Regiment 111)
  - 61 batalion motocyklowy (Motorrad Batallion 61)
- 231 batalion rozpoznawczy (Aufklarung Abteilung 231)
- 119 pułk artylerii (Artillerie-Regiment 119)
- 209 pancerny batalion pionierów (, Panzer Pioniere Abteilung 209)
- 341 batalion łączności (Nachtichten Abteilung 341)

Skład w 1943:
- 15 pułk pancerny (Panzer-Regiment 15)
- 110 pułk grenadierów pancernych (Panzer-Grenadier-Regiment 110)
- 111 pułk grenadierów pancernych (Panzer-Grenadier-Regiment 111)
- 119 pułk artylerii pancernej (Panzer-Artillerie-Regiment 119)
- 11 pancerny batalion rozpoznawczy (Panzer-Aufklärungs-Abteilung 11)
- 227 dywizjon artylerii przeciwlotniczej (Heeres-Flak-Artillerie-Abteilung 277)
- 61 dywizjon przeciwpancerny (Panzerjäger-Abteilung 61)
- 209 pancerny batalion pionierów (Panzer-Pionier-Bataillon 209)
- 89 pancerny batalion łączności (Panzer-Nachrichten-Abteilung 89)